# Elsa Beskow
Elsa Beskow (de soltera, Maartman) (Estocolm, 11 de febrer de 1874 - Djursholm, 30 de juny de 1953) va ser una autora i il·lustradora de llibres infantils sueca.
Beskow és la més coneguda dels artistes suecs dedicats als llibres infantils i els seus llibres són contínuament reeditats, havent esdevingut clàssics. Va publicar una trentena de llibres il·lustrats en el format característic d'imatges acolorides al costat dret, i text i silueta negra al costat esquerre. També va il·lustrar cartilles i cançoners per a les escoles sueques.
Elsa Beskow havia estudiat educació artística a Konstfack, a la Facultat d'art, artesania i disseny (anomenada llavors Tekniska skolan, ‘l'escola tècnica’) d'Estocolm.
En les il·lustracions de Beskow hi és sempre present la natura, i en els seus contes de fades hi fa aparèixer flors i fruites, bolets i animals, elfs i follets, arbres i muntanyes representats sempre minuciosament i plens de petits detalls. Els estudis de botànica li van facilitar representar amb realisme els dibuixos bellament acolorits. Les seves il·lustracions i el seu art van influir en molts dels artistes posteriors.

## Reconeixement i memòria
Va rebre la placa Nils Holgersson al 1952, i l'Associació Sueca de Biblioteques va establir el 1958 el premi Elsa Beskow, que destaca el millor llibre il·lustrat de l'any.